# Бубенко Роман Васильович
Рома́н Васи́льович Бубе́нко (1979—2023) — український військовослужбовець, учасник російсько-української війни, Герой України (2024, посмертно).

## Життєпис
Народився 5 червня 1979 року в Харкові, згодом сім'я переїхала до Сновщини (Чернігівська область). 1996 року закінчив Петрівську середню школу; 1997-го — середнє професійно–технічне училище № 7 міста Щорс, за професією «тракторист–машиніст, лісник». Проходив строкову військову у військовій частині 73448, здобув військову спеціальність механіка–водія танка Т-64Б.
З початком повномасштабного вторгнення призваний до лав 1-ої танкової бригади. В червні 2023-го на Донеччині екіпаж Романа Бубенка прорвав укріплені лінії ворога. Тоді один ворожий танк був пошкоджений, інший знищений; знищено і БМП та 20 окупантів. У липні, також на Донеччині, завдяки роботі Бубенка і побратимів придушено кулеметні та протитанкові засоби військ РФ, ліквідовано спостережний пункт, вороги мусили відійти на інші рубежі. Під час цього виїзду Роман зазнав поранення, проте поле бою не покинув та продовжував керувати діями екіпажу. Після евакуації його доправили до шпиталю, де він помер 26 липня 2023 року.
За бажанням рідних похований в Чернігові; кладовище Яцево.

## Нагороди
- Звання Герой України з удостоєнням ордена Золота Зірка (28 червня 2024, посмертно) — за особисту мужність і героїзм, виявлені у захисті державного суверенітету та територіальної цілісності України, самовіддане служіння Українському народові[3].
- Орден «За мужність» III ступеня (7 квітня 2023) — за особисту мужність, виявлену у захисті державного суверенітету та територіальної цілісності України, самовіддане виконання військового обов'язку[4].